# MountainWest Sports Network
MountainWest Sports Network était une chaîne de télévision sportive régionale américaine destinée à la diffusion de la Mountain West Conference. Elle a mis fin à ses activités le 31 mai 2012.